# Titnokjauratj
Titnokjauratj är en sjö i Jokkmokks kommun i Lappland och ingår i Piteälvens huvudavrinningsområde. Sjön har en area på 0,0928 kvadratkilometer och ligger 658 meter över havet. Titnokjauratj ligger i Pärlälvens fjällurskog Natura 2000-område.

## Delavrinningsområde
Titnokjauratj ingår i det delavrinningsområde (739806-159247) som SMHI kallar för Ovan 739423-158729. Medelhöjden är 644 meter över havet och ytan är 31,93 kvadratkilometer. Det finns inga avrinningsområden uppströms utan avrinningsområdet är högsta punkten. Stapuljåkkå som avvattnar avrinningsområdet har biflödesordning 3, vilket innebär att vattnet flödar genom totalt 3 vattendrag innan det når havet efter 273 kilometer. Avrinningsområdet består mestadels av skog (67 procent) och sankmarker (27 procent). Avrinningsområdet har 0,15 kvadratkilometer vattenytor vilket ger det en sjöprocent på 0,5 procent.